# Stallorder

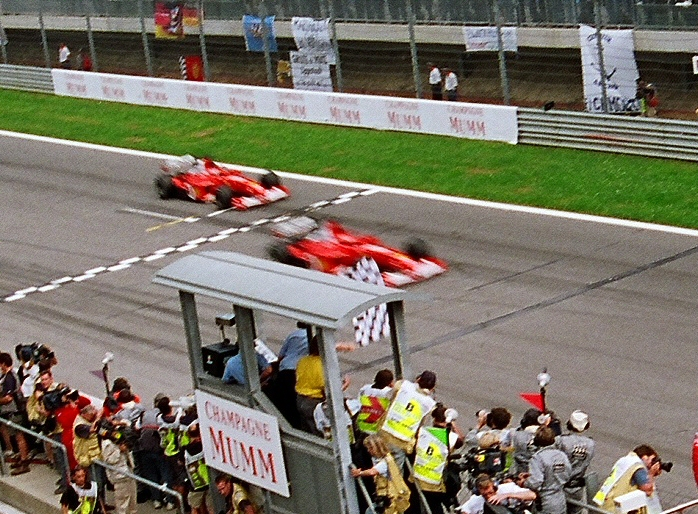
Zieldurchfahrt beim Großen Preis von Österreich 2002, umstrittene Stallorder bei Ferrari

Eine Stallorder, auch Teamorder oder Stallregie genannt, ist eine Ausprägung einer Wettkampfpolitik, insbesondere im Radsport oder im Motorsport. Order (von engl. order) bedeutet etwa Befehl oder Weisung.
Die Stallorder ist eine Weisung der Teamleiter eines Rennstalls an seine fahrenden Sportler – unabhängig von deren Können und oft gegen deren Siegstreben –, eine bestimmte Handlung zu setzen.
Sie kann eine generelle Weisung sein, die vor dem Rennen etwa in der Teamsitzung ausgesprochen wird.
Beispiel 1: „Zuerst zieht Fahrer B den als Sieger ausgewählten Fahrer A im Windschatten mit, gefolgt von Fahrer C und danach Fahrer D. Im Schlusssprint geht der ausgeruhtere Fahrer A dann in Führung!“
Beispiel 2: „Heute geht es ums Durchkommen, keine riskanten Aktionen, wir können mit einem Sieg nichts gewinnen, mit einem Ausfall allerdings viel verlieren. Lasst euch möglichst auf keine Zweikämpfe ein, schon gar nicht zwischen euch!“
Die Stallorder kann aber auch auf aktuelle Ereignisse etwa per Boxenfunk reagieren und auf diese Weise direkt auf den Rennverlauf Einfluss nehmen.
Beispiel: „Überhole den [in diesem Rennen] schwächeren Teamkollegen jetzt nicht, weil du ihm sonst wertvolle Weltmeisterschaftspunkte für die WM-Endwertung wegnimmst, da sein direkter Kontrahent bereits ausgeschieden ist [und du ohnehin nicht mehr Weltmeister werden kannst].“
Sie sorgt immer wieder für Diskussionen. Insbesondere der Widerspruch zum eigentlichen Wettkampfgedanken „Möge der Bessere gewinnen“ sowie der Unmut der Zuschauer über unspektakuläre rennpolitische Siege ohne interessante Wettkampfmanöver spielen dabei eine Rolle.
Im Radsport ist es eine seit Jahrzehnten übliche und vollkommen akzeptierte Methode.

## Beispiele
- Formel-1-Saison 2002, Österreich, A1-Ring, Ferrari: In der letzten Runde ließ Rubens Barrichello auf Geheiß seines Teams kurz vor der Ziellinie seinen Teamkollegen Michael Schumacher passieren, um ihm den Sieg zu überlassen. Die Zuschauer reagierten verärgert und pfiffen den aus ihrer Sicht falschen Rennsieger aus. Schumacher selbst überließ daraufhin bei der Siegerehrung Barrichello das oberste Podest.[1] Mit dem Platztausch auf dem Podium verstießen die Fahrer gegen das Reglement und der Motorsportverband FIA verhängte gegen Ferrari eine Geldstrafe von 1.000.000 US-Dollar.[2] Zur nächsten Saison wurden die Regeln geändert und die FIA untersagte die Stallorder.[3]
- Motorrad-Weltmeisterschaft 2005, 125-cm³-Motorrad-Weltmeisterschaft, KTM: Gábor Talmácsi überholte beim Großen Preis von Katar entgegen der Stallorder seinen Teamkollegen Mika Kallio nach der letzten Kurve. KTM dementierte diese Stallorder. Kallio wurde am Saisonende mit einem Rückstand von fünf Punkten auf den Schweizer Thomas Lüthi Vizeweltmeister; hätte er das Rennen gewonnen, wäre er Weltmeister geworden.
- Formel-1-Saison 2010, beim Großen Preis von Deutschland 2010 hatte Renningenieur Rob Smedley seinem Schützling Felipe Massa über Funk mitgeteilt: „Fernando ist schneller als du. Kannst du bestätigen, dass du diese Mitteilung verstanden hast?“ Der Brasilianer ließ seinen spanischen Teamkollegen Fernando Alonso daraufhin kurze Zeit (in Runde 49) später passieren, indem er kurz vom Gas ging. Ferraris Renningenieur Rob Smedley funkte danach an Massa: „Sorry!“, das öffentliche Eingeständnis des Team-Befehls.[4] 
Der Fall wurde von der FIA untersucht, und mit einer 100.000-US-Dollar-Strafe belegt. Innerhalb der Formel 1 folgte eine kontroverse Diskussion über die Beweisbarkeit einer indirekten Stallorder.[5] Aufgrund dieses Falles wurde das Verbot der Stallorder 2011 wieder aus dem FIA-Reglement gestrichen.[6]